# Portland Timbers (1975-1982)
Los Portland Timbers fueron un equipo de fútbol de los Estados Unidos que jugaron en la North American Soccer League, la desaparecida liga de fútbol más importante del país.

## Historia
Fue fundado en el año 1975 en la ciudad de Portland luego de que la North American Soccer League le otorgara una franquicia a la ciudad para la temporada de ese año, y el nombre Timbers fue elegido por una votación mayoritaria en la que participaron 3.000 personas.
En su primera temporada lograron llegar a la final nacional, pero perdieron ante el Tampa Bay Rowdies 0-2. Con el tiempo a la ciudad de Portland, Oregon se le llamó Soccer City USA debido al apoyo que recibía el club, aunque fue hasta 1978 que volvieron a llegar a los playoffs para ser eliminados en la final de conferencia por el club que sería el campeón de ese año New York Cosmos.
El club desapareció al finalizar la temporada de 1982 debido a que los altos salarios de los jugadores superaban el presupuesto de club y por consiguiente se declararon en quiebra, aunque posteriormente apareció el FC Portland, el cual fue el sucesor del club.

## Jugadores

### Jugadores destacados
- Rob Rensenbrink
- Peter Withe
- Dale Mitchell
- Ike McKay
- Clyde Best
- Brian Gant
- Garry Ayre
- Archie Roboostoff

## Entrenadores
- Vic Crowe (1975–1976)
- Brian Tiler (1977)
- Don Megson (1978–1979)
- Vic Crowe (1980–1982)

## Palmarés

### Torneos nacionales
- Temporada de la NASL: 1975.
- División Oeste (1): 1975.